# Charles Manners (10e duc de Rutland)
Pour les articles homonymes, voir Charles Manners.
Charles John Robert Manners, 10e duc de Rutland, (28 mai 1919 - 4 janvier 1999), titré marquis de Granby jusqu'en 1940, est un pair et propriétaire foncier britannique.

## Biographie
Il est le fils de John Manners (9e duc de Rutland), et de son épouse Kathleen Tennant, petite-fille de Charles Tennant, 1er baronnet. Il fait ses études au Collège d'Eton et au Trinity College, Cambridge. C'est un frère cadet d'Ursula d'Abo.
Il sert dans l'armée britannique pendant la Seconde Guerre mondiale, devenant capitaine dans les Grenadier Guards.
Il hérite du titre en 1940, conservant le domaine du château de Belvoir jusqu'à sa mort en 1999.
Conservateur de longue date, le duc siège au conseil du comté de Leicestershire en tant que conseiller pour Vale of Belvoir de 1945 à 1985. Il est président du conseil du comté de Leicestershire de 1974 à 1977.
Il est fait Commandeur de l'Ordre de l'Empire britannique dans les honneurs du Nouvel An de 1962 "pour les services politiques et publics dans les East Midlands".

## Mariages et enfants
Il épouse Anne Bairstow Cumming-Bell le 27 avril 1946. Ils ont un enfant ensemble: 
- Charlotte Louise Manners (née le 7 janvier 1947)

Après un divorce en 1956, Rutland se remarie le 15 mai 1958 avec Frances Helen Sweeny (1937-2024), fille du golfeur amateur américain Charles Sweeny, et sa première épouse, Margaret Whigham. Ils ont quatre enfants : 
- David Manners (11e duc de Rutland) (né le 8 mai 1959)
- Robert George Manners (né le 18 juin 1961, décédé le 28 février 1964)
- (Helen) Theresa (Margaret) Manners (née le 11 novembre 1962). L'ancienne chanteuse du groupe de rock britannique éphémère The Business Connection, fondé par le marquis de Worcester. Elle est mariée au Dr John Chipman, directeur de l'Institut international d'études stratégiques .
- Edward (John Francis) Manners (né le 29 mai 1965)